# Houmt Souk
Houmt Souk (arabsky حومة السوق‎, Ḥūmat as Sūq) je největší město na tuniském ostrově Džerba ve Středozemním moři, 95 km jižně od Sfaxu. V roce 2004 zde žilo téměř 65 000 obyvatel. V roce 1970 bylo 9 km západně od města otevřeno mezinárodní letiště, doplněné roku 2007 o nový terminál s kapacitou 4 miliony cestujících ročně.

## Historie
Kdysi zde stávalo římské město Gerba (nebo Girba), které dalo jméno i celému ostrovu. V květnu roku 1560 u města proběhla bitva, kdy Turky ovládané město bylo napadeno vojsky křesťanské aliance, především Španělů, Neapolců a dalšími. Křesťanská strana v bitvě ztratila 27 galér, což znamenalo významný milník v ovládnutí Středozemního moře Osmanskou říší. Turecký vůdce Draguta nechal popravit 6 000 zajatých mužů a z jejich lebek naskládal 11 metrů vysokou pyramidu, která zde stála do roku 1848. Tehdy byla rozebrána a ostatky pohřbeny na hřbitově. Za francouzského protektorátu zde byla vykopána 767 metrů hluboká artéská studna Bir Erroumi.

## Pamětihodnosti
Ve městě je několik mešit, z nichž nejznámější jsou Jemaâ El Ghorba, Jemaâ Ettrouk (zvaná někdy jako Turecká mešita), Sidi Brahim El Jemni z roku 1674. V roce 1432 byla postavena pevnost Borj El Kebir. Za francouzské nadvlády byl postaven kostel sv. Josefa. Jižně od centra města jsou významné židovské synagogy.